# Honoré d'Urfé
 (juin 2024).
Si vous disposez d'ouvrages ou d'articles de référence ou si vous connaissez des sites web de qualité traitant du thème abordé ici, merci de compléter l'article en donnant les références utiles à sa vérifiabilité et en les liant à la section « Notes et références ».
Pour les autres membres de la famille, voir Famille d'Urfé.
Œuvres principales
- L'Astrée

Honoré d'Urfé, comte de Châteauneuf, marquis du Valromey, seigneur de Virieu-le-Grand, né en février 1567 à Marseille et mort le 1er juin 1625 à Villefranche-sur-Mer, est un écrivain français et savoisien, auteur du premier roman-fleuve de la littérature française, L'Astrée.

## Biographie

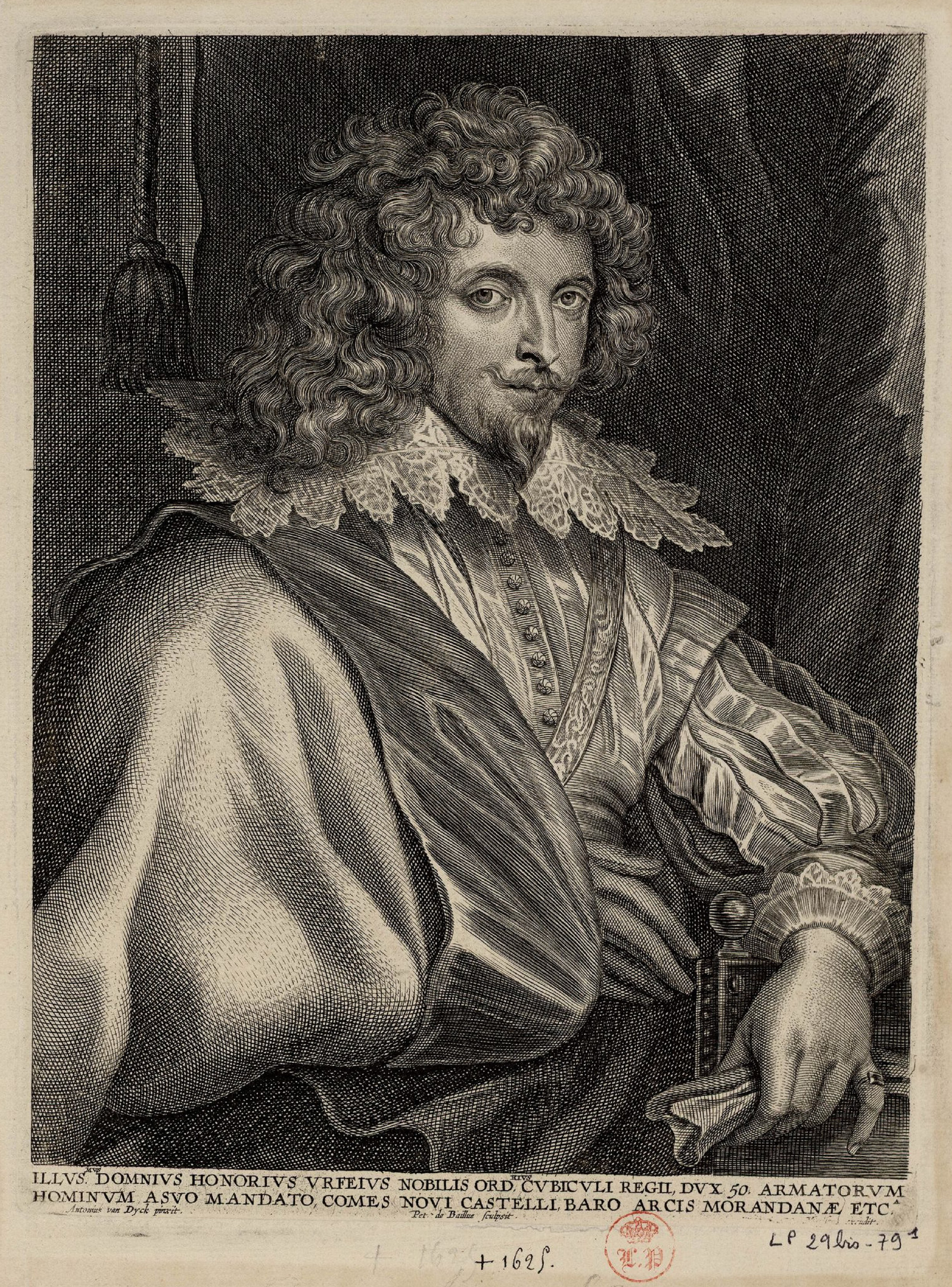
Honoré d'Urfé.

Honoré d'Urfé naît à Marseille, en février 1567. Le jour de la naissance n'est pas connu précisément. Selon l'universitaire Claude Longeon, il serait né le 10 ou le 11. Norbert Bonafous, auteur d'un ouvrage sur l'écrivain, indique en note qu'il fut baptisé le 11 février, publiant notamment l'acte de baptême « Le 11 février 1567, par moy soussigné, a été baptisé Honoré, fils de noble prince et magnifique seigneur monseigneur d'Urphé (Jacques Ier d'Urfé), et de madame très-puissante princesse de Savoye (Renée de Savoie-Tende), mariés. » La cérémonie se déroula dans l'église Notre-Dame-des-Accoules. Cette date est d'ailleurs communément prise comme date de naissance dans les différentes notices.
Issu donc en lignée paternelle d'une famille de l'aristocratie du Forez (son grand-père est Claude d'Urfé), apparenté à la maison de Savoie par sa mère Renée de Savoie-Tende — venue alors à Marignane en 1567 pour traiter de ses affaires avec sa tante par alliance Jeanne Françoise de Foix, femme d'Honorat II, maréchal et amiral de France : d'où la naissance de son fils benjamin en Provence — Honoré d'Urfé fait ses études chez les jésuites. Homme d'action, il prend parti pour la Ligue catholique, et reste à jamais fidèle au duc de Nemours et de Genevois.
Le 2 décembre 1592, le duc de Savoie-Nemours prend Montbrison (actuellement dans le département de la Loire). Honoré se remet alors au service du duc et rompt avec son frère Anne d’Urfé, bailli du Forez, qui tente dès lors de pacifier la province. À sa sortie de prison, le 26 juillet 1594, Nemours nomme Honoré « lieutenant-général au gouvernement de Forez ».
En 1600, le 15 février, Honoré revient en Forez pour épouser Diane de Châteaumorand (1558-1626), qui fut sa belle-sœur jusqu'à l'annulation de son mariage avec Anne d'Urfé.
Auteur d'un poème pastoral, sans doute écrit vers 1604, Le Sireine, il défend les théories platoniciennes de l'amour dans les Épîtres morales (1603).
Il fonde, vers 1606/1607, avec ses amis Antoine Favre, François de Sales et Claude Favre de Vaugelas baron de Pérouges, l'Académie florimontane, la première société savante du duché de Savoie.
Il est surtout connu pour son roman précieux L'Astrée, roman d'amour en partie autobiographique paru entre 1607 et 1633. Cette œuvre inachevée, publiée en quatre parties entre 1607 et 1627, s'inscrit dans la tradition des romans hellénistiques, de Virgile et des poètes courtois.
L'Astrée comporte plus de 5 000 pages, soit cinq parties divisées chacune en 12 livres. Les trois premières parties sont publiées en 1607, 1610, et 1619, et, lorsque Urfé meurt en 1625, son secrétaire Balthazar Baro aurait achevé la quatrième partie et lui aurait donné une suite (1632-1633).
Selon Larousse (1863), les cinquième et sixième parties auraient été composées par Pierre Boitel, sieur de Gaubertin, et éditées en 1626. C'est l'un des plus considérables succès du siècle, qui n'aura pas de postérité véritable dans le genre du roman pastoral, mais une influence considérable sur le roman, le théâtre (Molière), l'opéra et les mentalités. L'impact de ce roman se fait encore sentir aujourd'hui, puisque les porcelaines à glaçure verte, à l'origine venant de Chine et de Corée, sont encore appelées céladons de nos jours, en souvenir du nom du second personnage de ce roman, lequel était toujours en habits ornés de rubans vert tendre. Cette influence s'exerce aussi dans le monde anglo-saxon.
Les épisodes de ce roman d'amour ont été nourris des quelques années passées en région forézienne, où la famille des Raybe, seigneurs d'Urfé — d'abord installée vers l'an 1000 au Pays d'Urfé dans les Monts de la Madeleine où leur farouche forteresse montagnarde des Cornes d'Urfé trône au-dessus de Champoly — était deux ou trois siècles plus tard descendue jusqu'au bord du Lignon dans l'aimable plaine du Forez, pour édifier du XVe au XVIe siècle le célèbre Château de la Bastie d'Urfé, devenu le premier des châteaux dits « Renaissance » grâce à Claude, le grand-père d'Honoré.
Il a également laissé un recueil de poèmes, la Savoysiade (1609), une pastorale en cinq actes, La Sylvanire ou la Morte-vive (1625). 
Il meurt au cours d'une campagne militaire, en 1625, au cours de laquelle il mène les troupes savoyardes du duc Charles-Emmanuel Ier de Savoie contre les Espagnols (on voit là que, gentilhomme savoisien autant que français, il avait conservé des liens étroits, des fidélités, avec ses parents de la famille ducale de Savoie, alors que pour le Valromey, entré dans l'obédience française par le traité de Lyon de 1601, il avait dès lors dû l'hommage au roi de France Henri IV).

## Œuvres

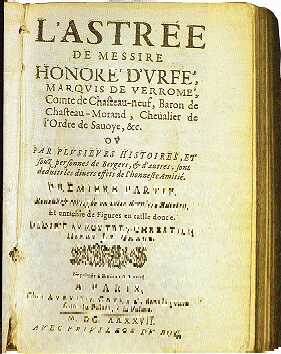
Page de garde d'une édition de L'Astrée du XVIIe siècle.

- La Triomphante Entrée de Magdeleine de La Rochefoucaud à Tournon, 1583 Texte en ligne
- Épîtres morales, 1603 Texte en ligne
- Le Sireine, 1604 Texte en ligne
- L'Astrée, 1607 Texte en ligne : parties I à III
- La Savoysiade, 1609
- Paraphrases sur les cantiques de Salomon, 1618
- La Sylvanire ou la Morte-vive, 1625 Texte en ligne : pdf mode texte